# Agaon paradoxum
Agaon paradoxum är en stekelart som beskrevs av Johan Wilhelm Dalman 1818. Agaon paradoxum ingår i släktet Agaon och familjen fikonsteklar. Inga underarter finns listade i Catalogue of Life.